# Gerhard Wilke
Gerhard Wilke (* 6. Juni 1948 in Körle, Hessen) ist ein deutsch-britischer Ethnologe, Gruppenanalytiker, Organisationsberater und Publizist.

## Leben
Gerhard Wilke wuchs in einer Handwerkerfamilie auf und studierte von 1971 bis 1974 aufgrund einer Begabtenprüfung am King’s College der University of Cambridge Ethnologie bei Sir Edmund Leach sowie Soziologie bei Anthony Giddens. Zusätzlich machte er an der University of London einen Diplom-Abschluss für Erwachsenenbildung. 1975 heiratete er Elise Minchom (1949–2010); sie haben einen gemeinsamen Sohn (* 1988).
20 Jahre lang unterrichtete Wilke am Kingsway College in London und war mitverantwortlich für eine radikale Bildungsreform zur Integration von Minderheiten. Die Schwierigkeiten dieser Arbeit führten ihn zur Psychoanalyse und Gruppenanalyse. 1990 beendete er seine Weiterbildung am Institut für Gruppenanalyse (IGA) in London und arbeitet seitdem weltweit als ethnologisch-analytischer Organisationsberater mit Großgruppen in psychiatrischen Kliniken in Dänemark, Deutschland und der Schweiz sowie mit Vorstands-Supervision in diversen analytischen Instituten in Skandinavien und im deutschsprachigen Raum. Seit 1993 veröffentlicht Wilke zu den Themen Gruppenanalyse und -dynamik, Organisationsberatung, Führung, Supervision von Ärzten sowie der Entwicklung eines gruppenanalytischen Alternativmodells zu den Balint-Gruppen.
Von 1995 bis 2024 war er Gruppen-Lehranalytiker beim Gruppenanalyse-Seminar (GRAS) in Bonn; zudem war Wilke zehn Jahre Vorstand in der Europäischen Gruppenanalytiker-Vereinigung (GAS) sowie dem Internationalen Verband für Gruppentherapie (IAGP). Von 2005 bis 2015 war er freier Mitarbeiter der Ashridge Business School zur Team- und Führungsentwicklung der biomedizinisch Forschenden in ganz Großbritannien.
Nach dem Tod seiner Frau lebt Wilke jetzt in einer Lebensgemeinschaft mit Astrid von Friesen und ist mit ihr Co-Autor mehrerer Publikationen.

## Innovative Methoden
Im Bildungswesen kreierte Wilke radikale und alternative Wege zur Förderung von Minderheiten im Bildungssystem. Zusammen mit Londoner Universitäten wurden Studierende in den Fächern Jura, Sozialarbeit und Pädagogik von einem College of Further Education aufgenommen, um in einem dualen Studium auf ihr jeweiliges Studienfach und die professionelle Arbeit vorbereitet zu werden.
Im klinischen Bereich der Gruppentherapie beschrieb Wilke als erster im englischsprachigen Raum das Leiden von Kindern deutscher Täterinnen und Täter des Zweiten Weltkrieges. Im Beratungs- und Coaching-Geschäft verknüpfte er innovativ die Erkenntnisse der Ethnologie mit der Psychoanalyse. Anhand dieser Sichtweise enträtselt er nicht nur die unbewussten psychischen Prozesse in Gruppen, Abteilungen und Gesamtorganisationen, sondern stellt die Kultur der jeweiligen Organisation in den Mittelpunkt seiner Beratungen.

## Ehrungen
- Ernennung zum Ehrenmitglied des Royal College of General Practitioners, London (Hon. Fellow RCGP)
- Ehrenmitglied des Weltverbandes für Gruppen-Psychotherapie (Hon. Fellow I.A.G.P)

## Werke (Auswahl)
- Mit Simon Freeman: How to be a Good Enough GP. Surviving and thriving in the new primary care organisations. Radcliffe Medical Press, Oxford 2000, ISBN 1-85775-358-5.
- Mit George Binney und Colin Williams: Living Leadership, a practical guide for ordinary heroes. FT & Pearsons, London 2012, ISBN 978-0-273-77216-3.
- The Art of Group Analysis in Organisations, the use of intuitive and experiential knowledge. Karnac, London 2014, ISBN 978-1-78049-153-0.
- Ordnung und Chaos in Gruppen. Lit Verlag, Wien 2017, ISBN 978-3-643-90860-5.
- Mit George Binney und Philip Glanfield: Breaking free of Bonkers, how to lead in todays crazy world of organisations. Hachett, London 2017, ISBN 978-1-4736-6907-9.
- Mit Astrid von Friesen: Generationen als geheime Macht – Wechsel, Erbe und Last. Amazon Kindle Taschenbuch, 2020, ISBN 979-8-5962-0414-8.
- Mit Astrid von Friesen: Die Macht der Wiederholungen – Von quälenden Zwängen zu heilenden Ritualen. Amazon Kindle Taschenbuch, 2021, ISBN 979-8-5995-8943-3.
- Mit Ernest Parkin: The Time is out of Joint. An Essay on Shakespeare’s Hamlet. Die Zeit ist aus den Fugen. Amazon-Kindle Bilingual Edition, 2022, ISBN 979-8-84406280-3.
- Mit Ernest Parkin: An End to Waiting. A study of the major plays of Samuel Beckett. Schluss mit Warten. Eine Studie von Samuel Beckett’s Theaterstücken. Amazon-Kindle Bilingual Edition, 2023, ISBN 979-8-84598569-9.